# Stammbach
Stammbach este o comună-târg din districtul  Hof, regiunea administrativă Franconia Superioară, landul Bavaria, Germania.